# Martino Polono
Martino Polono, conosciuto anche come Martino Boemo o Martinus Oppaviensis dalla sua città natale (Opava, 1215 – Bologna, 23 dicembre 1279), fu un cronista medievale, originario della Boemia.

## Biografia
Il domenicano Martino, detto Polonus, per essere stato arcivescovo di Gniezno in Polonia, fu cappellano di papa Alessandro IV e dei suoi successori Urbano IV, Clemente IV, Gregorio X, Innocenzo V, Adriano V e Giovanni XXI.
Le prime informazioni biografiche di Martinio Polono risalgono al 1261, quando era occupato nella penitenzieria pontificia. Nel 1268, papa Clemente IV lo inviò a negoziare un matrimonio che suggellasse l'alleanza fra Carlo I d'Angiò, re di Napoli e di Sicilia, e Ottocaro II di Boemia. Fino al 1276, Martino agì come protettore del clero della Polonia e della Boemia, su impulso di papa Giovanni XXI.
Nominato il 22 giugno 1278 arcivescovo di Gniezno da papa Niccolò III, morì a Bologna mentre era in viaggio per raggiungere la sua sede di destinazione e fu sepolto nella chiesa di San Domenico.
La sua notorietà gli deriva soprattutto per essere l'autore del Chronicon pontificum et imperatorum, che si arresta al papato di Niccolò III, una cronaca molto diffusa ai suoi tempi, nel quale tratta anche della leggenda della papessa Giovanna. Scrisse anche i Margarita Decreti e gli sono attribuiti i Sermones de tempore et de sanctis e il Promptuarium exemplorum.
Singoli sermoni o l'intera raccolta furono preservati in circa sessanta manoscritti. Le prime due edizioni furono stampate soltanto nel 1480 a Strasburgo col titolo latino di Sermones Martini Ordinis Praedicatorum poenitentiarii Domini Papae de tempore et de sanctis super Epistulas et Evangelia cum Promptuario Exemplorum. Alla fine del XV secolo si trovano menzionati nella genealogia dell'ordine domenicano di Berna, ma una prima menzione comparve già nel 1466 nell Liber de illustris viris de Ordine Praedicatorum di Johannes Meyer.
Anche Giovanni Tritemio attribuì a Polono la paternità di 6 libri, da lui visti personalmente, che comprendevano anche una narrazione dei diversi miracoli, una concisa cronologia e un prospetto sintetico dei decreti (tabulam decreti), forse sia pontifici che imperiali. La menzione manca nelle edizioni successive al 1480.

## Edizioni
- Martini Oppaviensis Chronicon pontificum et imperatorum, in Monumenta Germaniae Historica. Scriptores, t. XXII, Hannover 1872, pp. 443–475.